# Tongue (canción)
«Tounge» es una canción de la banda de rock estadounidense R.E.M., lanzada el 17 de julio de 1995, como quinto y último sencillo de su noveno álbum de estudio, Monster (1994). Sólo se lanzó en Estados Unidos, Reino Unido e Irlanda. En la canción, el cantante Michael Stipe actúa en falsete; ha afirmado en varias ocasiones que la narradora de la canción es una mujer. Stipe también ha dicho que la canción «tiene que ver con el cunnilingus».
El video del sencillo, dirigido por Jonathan Dayton y Valerie Faris y filmado durante la prueba de sonido antes de la presentación de la banda el 20 de junio de 1995 en el Knickerbocker Arena en Albany (Nueva York), muestra a un grupo de adolescentes en una sala mirando a la banda actuando en la televisión. La versión de la canción que se reproduce tiene un tono ligeramente más alto que la de la versión del álbum. Se incluyó como video adicional en el lanzamiento en DVD de In View - The Best of R.E.M. 1988-2003.

## Recepción crítica
Steve Baltin de Cash Box nombró la canción Selección de la semana y señaló que «este encantador sencillo» encuentra a R.E.M. «bajando drásticamente el tono de la energía de ofertas anteriores», como «What's the Frequency, Kenneth?», «Bang and Blame» y «Crush With Eyeliner». Añadió además: «Con un simple arreglo de órgano, Michael Stipe ofrece un falsete impresionante que es una de las cosas más dulces que la banda haya grabado jamás. Con la gira aún fuerte y el éxito de "Everybody Hurts" del último álbum, Parece haber un futuro prometedor para esta canción. Si bien Triple A será el primero en subirse al carro, no estarán solos, ya que CHR, Top 40 y tal vez incluso los medios de Rock Moderno encontrarán espacio en sus listas de reproducción para una de los actos más rentables del rock». Chuck Campbell de Knoxville News Sentinel lo vio como una pista «romántica y cargada de órganos». Paul Evans de Rolling Stone sintió que en «Tongue», «el falsete Chi-Lites de Stipe es una revelación; en otros lugares declama con clara autoridad». Howard Hampton de Spin opinó que es mejor que su «predecesor lacrimógeno» y «en realidad es más sutil, incluso hermoso, pero de alguna manera parece más sobreexcitado».

## Presentaciones en vivo
Las tres canciones en vivo que componen la cara B del CD sencillo se interpretaron en Saturday Night Live en 1994. «Tongue» se interpretó con frecuencia durante las giras en apoyo de Monster y Up, pero sólo volvería a hacer tres apariciones en vivo más en 2003.
El 1 de marzo de 1995, el baterista Bill Berry tuvo que abandonar el escenario durante la interpretación de esta canción quejándose de un fuerte dolor de cabeza, que resultó ser causado por un aneurisma cerebral; es la razón probable por la que dejó la banda en octubre de 1997. En fechas posteriores, Berry admitió que le daba una sensación espeluznante cada vez que la banda tocaba «Tongue».

## Lista de canciones
Todas las canciones fueron escritas por Bill Berry, Peter Buck, Mike Mills, y Michael Stipe.
- EE.UU. 7", CD, y casete[9][10][11]

1. "Tongue" (album version) – 4:13
2. "Tongue" (live) – 4:34

Nota: «Tongue» fue grabado en vivo en Detroit, Michigan, el 7 de junio de 1995.
- CD (Reino Unido, Japón)[12][13]

1. "Tongue" – 4:08
2. "What's the Frequency, Kenneth?" (live) – 4:04
3. "Bang and Blame" (live) – 4:52
4. "I Don't Sleep, I Dream" (live) – 3:48

Nota: Todas las pistas en vivo fueron grabadas en Saturday Night Live, Nueva York, el 12 de noviembre de 1994.
- Casete y 7" (Reino Unido)[14][15]

1. "Tongue" (album version) – 4:08
2. "Tongue" (instrumental) – 4:10

Nota: El sencillo en casete tiene un encarte inverso donde las caras B de todos los demás sencillos se pueden copiar a un casete y el encarte se voltea para mostrar el arte y la lista de canciones de un álbum en vivo.

## Posicionamiento en listas
| País/Continente | Lista (1995)      | Posición | Ref.   |
| --------------- | ----------------- | -------- | ------ |
| Europa          | Eurochart Hot 100 | 54       | [ 16 ] |
| Irlanda         | IRMA              | 12       |        |
| Escocia         | OCC               | 10       |        |
| Reino Unido     | OCC               | 13       |        |

## Historial de lanzamiento
| Región         | Fecha                 | Formato(s)             | Sello        | Ref.   |
| -------------- | --------------------- | ---------------------- | ------------ | ------ |
| Reino Unido    | 17 de julio de 1995   | CD                     | Warner Bros. | [ 17 ] |
| Estados Unidos | 9 de octubre de 1995  | Alternative radio      | Warner Bros. | [ 18 ] |
| Estados Unidos | 10 de octubre de 1995 | Contemporary hit radio | Warner Bros. | [ 19 ] |